# Тапиков, Самуил Михайлович
Самуил Михайлович Тапиков (1915—1945) — капитан Рабоче-крестьянской Красной Армии, участник Великой Отечественной войны, Герой Советского Союза (1945).

## Биография
Самуил Тапиков родился 1 ноября 1915 года в селе Новый Мелькен (ныне — Мензелинский район Татарстана). По национальности татарин. Окончил десять классов школы. В декабре 1934 года Тапиков был призван на службу в Рабоче-крестьянскую Красную Армию. В 1935 году он окончил полковую школу, в 1938 году — Ленинградское артиллерийское училище. С начала Великой Отечественной войны — на её фронтах.
К январю 1945 года капитан Самуил Тапиков командовал дивизионом 398-го лёгкого артиллерийского полка 65-й лёгкой артиллерийской бригады 18-й артиллерийской дивизии 3-го артиллерийского корпуса прорыва 65-й армии 2-го Белорусского фронта. Отличился во время освобождения Польши. В конце января 1945 года дивизион Тапикова переправился через Вислу между Грудзёндзом и Хелмно, отражая ожесточённые немецкие контратаки. 5 февраля 1945 года Тапиков лично встал за пулемёт и вёл огонь по противнику. В том бою он погиб. Похоронен в населённом пункте Папажин Куявско-Поморского воеводства Польши.
Указом Президиума Верховного Совета СССР от 29 июня 1945 года за «мужество и героизм, проявленные при форсировании Вислы и в боях на захваченном плацдарме», капитан Самуил Тапиков посмертно был удостоен высокого звания Героя Советского Союза.
Был также награждён орденами Красного Знамени и Александра Невского.
В честь Тапикова названа улица в Мензелинске.